# Skijanje na vodi na Mediteranskim igrama 2013.
Skijanje na vodi na Mediteranskim igrama 2013. održavalo se od 21. do 23. lipnja. Sportaši su se natjecati u jednoj disciplini po jednoj u muškoj i jednoj u ženskoj konkurenciji. Dvije discipline zbog malog broja prijavljenih su otkazane. Hrvatski skijaš na vodi Feruccio Mužić osvojio je četvrto mjesto u disciplini slalom što je najveći uspjeh u povijesti hrvatskog skijanja na vodi.

## Osvajači odličja
| Kategorija    | Zlato                   | Srebro                      | Bronca                 |
| Muški slalom  | Carlo Allais Italija    | Thibault Dailland Francuska | Matteo Luzzeri Italija |
| Ženski slalom | Manon Costard Francuska | Clementine Lucine Francuska | Beatruce Ianni Italija |